# Spurlingia dunkiensis
Spurlingia dunkiensis är en snäckart som först beskrevs av Forbes 1851.  Spurlingia dunkiensis ingår i släktet Spurlingia och familjen Camaenidae. Inga underarter finns listade i Catalogue of Life.